# Jerzy Pilch
 (octobre 2014).
Si vous disposez d'ouvrages ou d'articles de référence ou si vous connaissez des sites web de qualité traitant du thème abordé ici, merci de compléter l'article en donnant les références utiles à sa vérifiabilité et en les liant à la section « Notes et références ».
Pour les articles homonymes, voir Pilch.
Jerzy Pilch, né le 10 août 1952 à Wisła et mort le 29 mai 2020 à Kielce, est un romancier et dramaturge polonais, auteur de chroniques journalistiques et de scénarios de film.

## Biographie
Jerzy Pilch a fait des études de lettres polonaises à l’université Jagellonne de Cracovie.

### Vie privée
Jerzy Pilch supporte le club de football Cracovia. Il est membre de l’Église évangélique d’Augsbourg, mais dans son Journal, il se dit non croyant depuis 2009. En 2012, il déclare publiquement souffrir de la maladie de Parkinson. Cette affection incurable et la conscience de la dégénérescence physique et intellectuelle constituent les sujets principaux abordés dans les années 2012-2013 dans Deuxième Journal publié systématiquement dans Tygodnik Powszechny. Depuis 2013, cette rubrique change d’une certaine manière son aspect : intitulée Deuxième Journal ou l’autobiographie au sens strict, elle met au centre des histoires de l’enfance de l’écrivain à Wisła.

## Littérature
En 1989, son recueil de récits intitulé Confessions d’un auteur de la littérature érotique clandestine, a été récompensé par le Prix littéraire de la fondation Kościelski. Plusieurs fois nommé au prix NIKE, Jerzy Pilch remporte cette récompense en 2001 pour Sous l’aile d’un ange. Il est, par ailleurs, l’initiateur d’un concours, annoncé dans les pages de Polityka fin 2003, pour le meilleur récit national, ce qui aboutit à l’anthologie intitulée Écris à Pilch. Trente trois récits contemporains (2005).

## Film et télévision
En 1994, son roman Le Registre des femmes adultères : récits de voyage a été mis à l’écran par Jerzy Stuhr : le réalisateur, le scénariste et l’acteur principal du film. Pilch est co-auteur de plusieurs dialogues d’adaptations cinématographiques. 
Il est aussi l’auteur du scénario des deux films du cycle Les Fêtes polonaises : L’Écharpe jaune (2000) et L’Amour dans un passage souterrain (2006). 
Les pièces pilchiennes ont été adaptées aux besoins du téléthéâtre de la télévision publique (Monologue dans une tanière de renard en 1998 et Les Skis du Saint-Père en 2006). Fondé sur l’intrigue du roman Autres voluptés, un spectacle télévisuel a été diffusé en 1998. Pilch est l’auteur des deux épisodes de la série “Bar Atlantic”. Il a joué dans un film de Witold Adam, Wtorek (2001). Il fait l’objet d’un documentaire Jerzy Pilch. Confessions d’un homme qui écrit en polonais (1999).

## Presse
Depuis 1999, Jerzy Pilch a été membre du comité de rédaction de l’hebdomadaire cracovien Tygodnik Powszechny, il a publié ensuite ses chroniques dans Polityka (de mars 1999 à juin 2006), dans Dziennik (de juin 2006 à août 2009) et Przekrój (de janvier à novembre 2011). Depuis juillet 2012, il a été à nouveau chroniqueur de Tygodnik Powszechny.

## Œuvres

### Romans
- Spis cudzołożnic. Proza podróżna, Londres, Puls, 1993 [Le Registre des femmes adultères. Récits de voyages]
- Inne rozkosze, Poznań, a5, 1995 [Autres voluptés]
- Tysiąc spokojnych miast, Londres, Puls, 1997 [Mille villes tranquilles]
- Pod Mocnym Aniołem, Cracovie, Wydawnictwo Literackie, 2000 [Sous l’aile d’un ange, trad. L. Dyèvre, Noir sur Blanc, Montricher, 2003]
- Miasto utrapienia, Varsovie, Świat Książki, 2004 [La Cité des peines]
- Marsz Polonia, Varsovie, Świat Książki, 2008 [En avant, marche, Polonia]
- Wiele demonów, Varsovie, Wielka Litera, 2013 [Mes démons]

### Récits
- Wyznania twórcy pokątnej literatury erotycznej, Londres, Puls, 1988 [Confessions d’un auteur de la littérature érotique clandestine]
- Monolog z lisiej jamy, Cracovie, Universitas, 1996 [Monologue dans une tanière de renard]
- Opowieści wigilijne (avec Olga Tokarczuk et Andrzej Stasiuk), Wałbrzychm Czarna Ruta, 2000 [Récits de Noël]
- Moje pierwsze samobójstwo, Varsovie, Świat Książki, 2006 [Mon premier suicide]

### Essais
- Rozpacz z powodu utraty furmanki, Cracovie, Znak, 1994 [Désespoir à cause d’une charrette perdue]
- Tezy o głupocie, piciu i umieraniu, Londres, Puls, 1997 [Thèses sur la bêtise, l’alcool et la mort]
- Bezpowrotnie utracona leworęczność, Cracovie, Wydawnictwo Literackie, 1998 [Gaucherie perdue à jamais]
- Upadek człowieka pod Dworcem Centralnym, Cracovie, Wydawnictwo Literackie, 2002 [Un homme tombe devant la Gare centrale]
- Pociąg do życia wiecznego, Varsovie, Świat Książki, 2007 [Train à destination de la vie éternelle]

### Pièce de théâtre
- Narty Ojca Świętego, Varsovie, Świat Książki, 2004 [Les Skis du Saint-Père]